# Vrede van Den Haag
De Vrede van Den Haag werd getekend op 6 augustus 1661 te Den Haag door Portugal en de Republiek der Zeven Verenigde Nederlanden. Met het ondertekenen van de vrede werd Nieuw-Holland (Nederlands-Brazilië) formeel afgestaan aan Portugal. Portugal betaalde daarvoor een schadevergoeding aan de Republiek. Zeeland en Gelderland stemden tegen deze vrede. Karel II van Engeland, die in onderhandeling was om de Portugese prinses Catharina van Bragança te trouwen, probeerde in Portugal en via zijn ambassadeur George Downing tevergeefs de vrede te dwarsbomen.

## Geschiedenis
In januari 1654, gedurende de Portugees-Nederlandse oorlog, is Nieuw-Holland heroverd op de Nederlanders. Johan IV van Portugal had met een vloot de laatste versterking Recife laten isoleren. Het garnizoen was gedwongen zich over te geven. Een Nederlandse vloot van 70 schepen met 10.000 man zou te laat zijn aangekomen. In mei eiste de Republiek de kolonie terug. Onder bedreiging van de Nederlandse vloot gaf Portugal toe aan de eis. Johan de Witt was het daar niet mee eens. Volgens de raadpensionaris was handel met de Portugezen belangrijker dan het bezit van gebieden.
In 1657 verklaarde de Republiek de oorlog aan Portugal omdat dat land geen schadevergoeding voor Brazilië wil betalen. De vloot onder Jacob van Wassenaer Obdam blokkeerde de Taag en de haven van Lissabon. Van Wassenaer maakte op 4 en 5 november 15 schepen van de Portugese suikervloot buit. De VOC veroverde ondertussen Colombo op Ceylon.
Tot mei 1661 verzetten vier provincies van de zeven provincies, waaronder Groningen en Utrecht, zich tegen overdracht van Brazilië aan Portugal. In juni, gedurende een lang debat, werden deze beide provincies (door de invloed van Johan Schulenborgh) overgehaald. Volgens de Unie van Utrecht zouden alle provincies moeten tekenen, maar dat was ook niet bij de Vrede van Munster in 1648 het geval. Op 6 augustus 1661 werd een vredesverdrag te Den Haag getekend, waarbij Nieuw-Holland aan de Portugezen werd verkocht voor acht miljoen gulden, het equivalent van 63 ton goud. Dit bedrag werd door Portugal in jaarlijkse termijnen betaald in een bestek van vier decennia. Schulenborgh werd beschuldigd van verraad.
Portugal stond Ceylon af, waar de Nederlanders sinds 1658 heer en meester waren; de VOC mocht ook de veroverde plaatsen op de Malabar behouden als afscheidsgeschenk. Het vermoeide Portugal verlengde tevens privileges met betrekking tot de suikerhandel.
Het verdrag werd door Portugal geratificeerd op 24 mei 1662 en door de Staten-Generaal op 3 november van hetzelfde jaar. Op 14 december werden de stukken uitgewisseld. In het voorjaar 1663 werd de vrede afgekondigd.
Nog voor de ondertekening van het verdrag door Portugal is de Malabar (India) veroverd door Rijcklof van Goens. Op 1 december 1661 werd Quilon ingenomen. Van Goens deed in 1662 twee pogingen het zuidelijk gelegen Cochin te veroveren. Eerst op 8 januari 1663 kwam Cochin en in handen van de Vereenigde Oostindische Compagnie. Het duurde tot 1663 alvorens het bericht over de vrede Batavia bereikte. De Portugezen waren inmiddels geheel verdreven uit Ceylon en de Malabar.